# سیکورسکی سی‌اچ-۵۳ سی استالیون
سیکورسکی سی‌اچ-۵۳ سی استالیون (به انگلیسی: Sikorsky CH-53 Sea Stallion) یک بالگرد ترابری سنگین، محصول شرکت سیکورسکی می‌باشد. سی‌استالیون بالگردی است از خانواده بالابر و ترابری سنگین که برای استفاده سپاه تفنگداران آمریکا طراحی و توسعه یافته‌است. این بالگرد هم‌اکنون در کشورهای ایران، مکزیک، آلمان، اسرائیل و همچنین نیروی هوایی آمریکا (مدل اچ‌اچ-۵۳) در حال خدمت است. این هلیکوپتر جز بزرگترین هلیکوپتر های جهان است .

## ایران

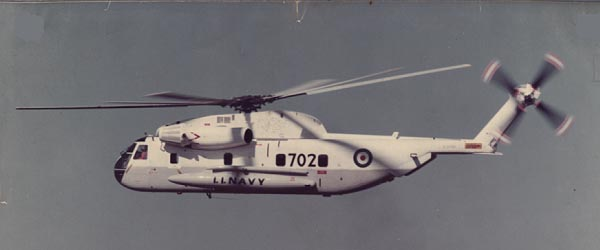
استالیون دریایی ایران در دهه ۱۹۷۰

در طول دهه ۱۹۷۰، یک ناوگان اولیه متشکل از شش استالیون دریایی RH-53D به نیروی دریایی شاهنشاهی ایران (IIN) تحویل داده شد. پس از انقلاب ایران در سال ۱۹۷۹ (۱۳۵۷)، استالیون دریایی با تغییر نام نیروی دریایی جمهوری اسلامی ایران (IRIN) به خدمت خود ادامه داد. اینها با پنج نمونه نیروی دریایی ایالات متحده که در طول عملیات پنجه عقاب در سال ۱۹۸۰ (۱۳۵۸) رها شدند تکمیل شد. علیرغم تحریم‌های ایالات متحده که این کشور را از دستیابی به قطعات یدکی و پشتیبانی از خارج از کشور منع کرده‌است، طبق گزارش‌ها، ایران توانسته حداقل بخشی از نریان دریایی خود را در شرایط عملیاتی نگه دارد. این تلاش با کمک صادرات غیرقانونی قطعات کنترل شده به ایران توسط شهروندان آمریکایی صورت گرفته‌است.